# Nhà nguyện Loretto
Nhà nguyện Loretto là một nhà nguyện Công giáo Rôma ở Santa Fe, New Mexico (Hoa Kỳ), hiện nay được sử dụng làm bảo tàng và nơi cử hành lễ cưới. Nhà nguyện này nổi tiếng vì có chiếc cầu thang xoắn ốc với kết cấu chịu lực một cách bất thường, được mệnh danh là "chiếc cầu thang mầu nhiệm", có thể do một thợ mộc người Pháp tên là Francois-Jean "Frenchy" Rochas thực hiện, mặc dù các nữ tu tại Loretto và nhiều người tin rằng nó do Thánh Giuse thực hiện bằng phép mầu.

## Lịch sử

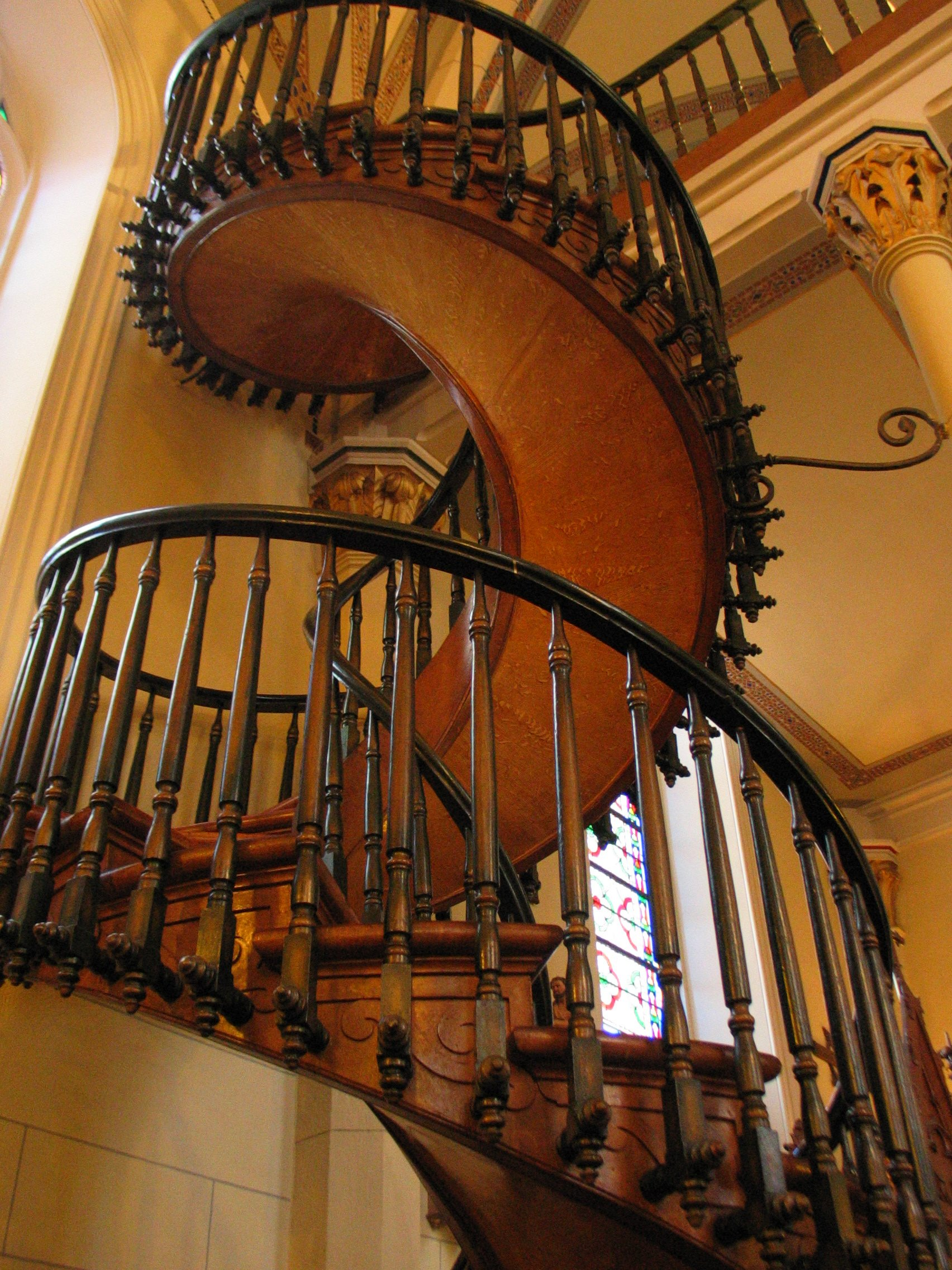
Chiếc cầu thang trong Nhà nguyện Loretto

Năm 1872, Jean-Baptiste Lamy - Giám mục của Tổng giáo phận Santa Fe đã ủy thác xây dựng một nhà nguyện cho cộng đoàn Nữ tu Loretto với danh hiệu Nhà nguyện Đức Mẹ Sáng Soi (Our Lady of Light Chapel). Nhà nguyện do kiến trúc sư người Pháp tên là Antoine Mouly thiết kế theo phong cách Tân Gothic với các nguyên vật liệu nhập từ Pháp. Mặc dù với quy mô nhỏ hơn nhiều nhưng nhà nguyện Loretto mang nét giống Nguyện đường Thánh ở Paris.
Vì kiến trúc sư thiết kế qua đời, và khi nhà nguyện đã hoàn thành nhiều hạng mục thì những người thợ xây dựng phát hiện ra còn thiếu chiếc cầu thang dẫn lên lầu hát của ca đoàn. Nhà thờ quá nhỏ nên không thể xây thêm cầu thang theo kích thước tiêu chuẩn vì sẽ chiếm nhiều không gian bên trong. Cũng cần lưu ý, các nhà thờ của thời kỳ này cũng có dùng thang đứng (thang trèo vịn tay) dẫn lên lầu hát thay vì cầu thang bậc, nhưng các nữ tu nói rằng họ không cảm thấy thoải mái khi trèo lên bằng thang đứng vì tu phục của họ quá dài. Các nữ tu Loretto đã lưu truyền lại câu chuyện như sau:
Cần có cách thức để lên được lầu hát, các nữ tu đã cầu nguyện với Thánh Giuse trong chín ngày liên tục (tuần cửu nhật). Vào ngày sau khi kết thúc đợt cầu nguyện chín ngày, họ thấy một người lạ xuất hiện tại cửa nhà, đi cùng với một con lừa và hộp dụng cụ nghề mộc. Ông ấy nói với các nữ tu rằng ông sẽ xây dựng cho họ một chiếc cầu thang, nhưng ông cần bí mật tuyệt đối và sẽ tự ở trong nhà nguyện này suốt ba tháng. Ông đã sử dụng rất ít dụng cụ thô sơ bao gồm một chiếc thước vuông (thước thợ), một cái cưa và một ít nước ấm (để ngâm gỗ) rồi bắt đầu xây dựng thành một chiếc cầu thang xoắn ốc mà hoàn toàn không có nguồn gỗ. Danh tính của người thợ mộc ấy vẫn ai chưa biết, ngay sau khi chiếc cầu thang hoàn tất thì ông ấy đã biến mất. Các nữ tu đã đi tìm ông để trả tiền công, thậm chí thông cáo trên tờ báo địa phương nhưng không thấy. Nhiều nhân chứng khi nhìn thấy chiếc cầu thang đã cảm thấy nó như được xây dựng bởi Thánh Giuse, trong sự xuất hiện mầu nhiệm.
Chiếc cầu thang đã là một tác phẩm nghề mộc ấn tượng. Nó cao 20 feet, gồm 33 bậc, xoắn thành hai vòng hoàn chỉnh lẫn lên lầu hát ca đoàn mà không có trụ tựa ở giữa. Các đường vòng cung được ráp nối hết sức tinh vi, gỗ được nối ghép bảy chỗ ở phía trong, chín chỗ ở phía ngoài, không dùng một chiếc đinh sắt nào mà toàn dùng những miếng chốt bằng cây. Gỗ làm cầu thang lấy từ cây thông loại cứng không thấy có tại New Mexico.
Trong những năm qua, nhiều người đã đổ xô đến nhà nguyện Loretto để xem chiếc cầu thang mầu nhiệm. Chiếc cầu thang đã là chủ đề của nhiều bài viết, đặc biệt là truyền hình và phim ảnh. Nhưng cho đến nay, những bí ẩn trong câu chuyện truyền thuyết về chiếc cầu thang này vẫn chưa có lời giải đáp thỏa đáng.